# Заиле
Заиле су бивше насељено место у општини Сирач, до нове територијалне организације у саставу бивше општине Дарувар, у западној Славонији, Хрватска. Насеље је на попису 2001. године укинуто и припојено насељу Горњи Борки.

## Становништво
| Националност       | 1991.      | 1981.      | 1971.     | 1961.        |
| Срби               | 8 (88,88%) | 5 (83,33%) | 54 (100%) | 151 (99,34%) |
| Хрвати             | 0          | 1 (16,66%) | 0         | 0            |
| Југословени        | 0          | 0          | 0         | 0            |
| остали и непознато | 1 (11,11%) | 0          | 0         | 1 (0,65%)    |
| Укупно             | 9          | 6          | 54        | 152          |

- напомене:

До 1981. исказивано под именом Зајиле. Од 2001. припојено насељу Горњи Борки.